# Dystrykt Mansehra
Dystrykt Mansehra – dystrykt w północnym Pakistanie w prowincji Chajber Pasztunchwa. W 1998 roku liczył 1 152 839 mieszkańców (z czego 49,6% stanowili mężczyźni) i obejmował 172 040 gospodarstw domowych. Siedzibą administracyjną dystryktu jest Mansehra.
28 stycznia 2011 roku wydzieleno część dystryktu Mansehra, z której utworzono nowy, liczący ok. 500 tys. mieszkańców dystrykt Tor Ghar